# Промик (Свентокшиське воєводство)
Промик (пол. Promyk) — село в Польщі, у гміні Водзіслав Єнджейовського повіту Свентокшиського воєводства.
Населення — 51 особа (2011).
У 1975-1998 роках село належало до Келецького воєводства.

## Демографія
Демографічна структура на день 31 березня 2011 року:
|          | Загалом | Допрацездатний вік | Працездатний вік | Постпрацездатний вік |
| -------- | ------- | ------------------ | ---------------- | -------------------- |
| Чоловіки | 23      | 2                  | 20               | 1                    |
| Жінки    | 28      | 5                  | 16               | 7                    |
| Разом    | 51      | 7                  | 36               | 8                    |